# کانکیوستا دل لا سیرا
کانکیوستا دل لا سیرا (به اسپانیایی: Conquista de la Sierra) یک منطقهٔ مسکونی در اسپانیا است که در استان کاسرس واقع شده‌است. کانکیوستا دل لا سیرا ۴۱٫۷۷ کیلومتر مربع مساحت دارد.